# Toren van de Oude Kerk
De Toren van de Oude Kerk in Soest is een rijksmonument aan de Torenstraat 1 in Soest in de provincie Utrecht.
In 1481 werd de toren tegen de al bestaande kerk gebouwd. De vierkante toren heeft twee kleine zijtorens. De toren is 45,50 meter hoog. De omgang is op 33,75 meter hoogte en wordt bereikt na 182 treden. De basis van de toren heeft een afmeting van 8,25 meter in het vierkant en heeft muren van 0,78 meter dikte. De met leien gedekte houten spits is tot het haantje 10 meter hoog.
Begin 18e eeuw had de toren aan drie zijden een uurwerkplaat. Aan de westzijde, de kant van de Eng was geen wijzerplaat. Bij de restauratie van 1905 kwam aan alle vier de zijden een wijzerplaat. De wijzerplaten werden toen niet meer onder maar óp de trans aangebracht.